# Sphecius speciosus
Sphecius speciosus (umgangssprachlich englisch Eastern Cicada Killer) ist eine Grabwespen-Art aus der Gattung Sphecius in der Familie der Crabronidae. Die Art kommt im östlichen Teil der Vereinigten Staaten, in Zentralamerika und Mexiko vor, ihr Verbreitungsgebiet liegt östlich zur nahe verwandten Art Sphecius grandis („Western Cicada Killer“) im Westen der Vereinigten Staaten.
Sie sind große, einzeln lebende Wespen. Wie der Name schon nahelegt, ernährt sich die Brut der Wespen hauptsächlich von Singzikaden, welche von den Muttertieren gejagt und im Nest eingelagert werden. In Nordamerika werden die Tiere ob ihrer Größe gelegentlich auch Sand Hornets genannt, obwohl sie nicht zu den Hornissen aus der Familie der Vespidae gehören. Als natürliche Feinde der Zikaden kann man die Wespen als Nützlinge ansehen, da sie Schäden an Bäumen durch übergroße Zikadenpopulationen vermindern.
Die neuesten Forschungen zu dieser Art wurden von Howard Ensign Evans durchgeführt.

## Merkmale

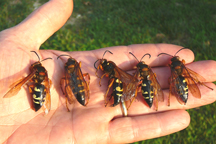
Fünf weibliche Sphecius speciosus.

Adulte Wespen sind 1,5 bis 5 cm lang, robust gebaut mit behaarten, rötlichen und schwarzen Zonen auf dem Thorax (middle part), sowie rötlichbraunen Markierungen und gelben Streifen auf den Segmenten des Abdomens. Die Flügel sind bräunlich. Die durchschnittliche Flügellänge der Weibchen liegt zwischen 2,5 und 3 cm. Oberflächlich betrachtet ähnelt die Farbgebung derjenigen anderer Wespen oder Hornissen. Die Weibchen sind deutlich größer als die Männchen und sie gehören zu den größten Wespenarten, die im Osten der Vereinigten Staaten vorkommen.
Die Geschlechter sind, wie typisch für die Verwandtschaft, an der Zahl der Geißelglieder der Fühler zu unterscheiden (zehn beim Weibchen, elf beim Männchen). Außerdem tragen Weibchen an den Schienen der Hinterbeine zwei stark vergrößerte abgeflachte Sporne, die sie zum Graben des Nests verwenden.

### Unterscheidung zwischen den Arten der Gattung
Die Unterscheidung zwischen S. speciosus und den anderen vier amerikanischen Arten der Gattung Sphecius (S. convallis, S. hogardii, S. grandis, S. spectabilis) ist nicht einfach. Die Unterscheidung ist oft unsicher, da es innerhalb der Arten große individuelle Unterschiede gibt. Charles W. Holliday und Joseph R. Coelho gaben 2004 einen neuen Schlüssel heraus, um die Sphecius-Arten zu unterscheiden, der sich vor allem auf die Zeichnung der Tergite bezieht.

## Lebensweise und Habite

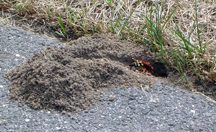
Eine weibliche S. speciosus gräbt eine Höhle an einer Fahrbahn.

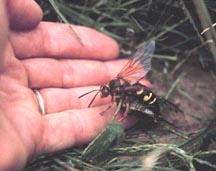
Erschöpftes Weibchen, das mit seiner Beute in der Nähe des Baues gelandet ist.

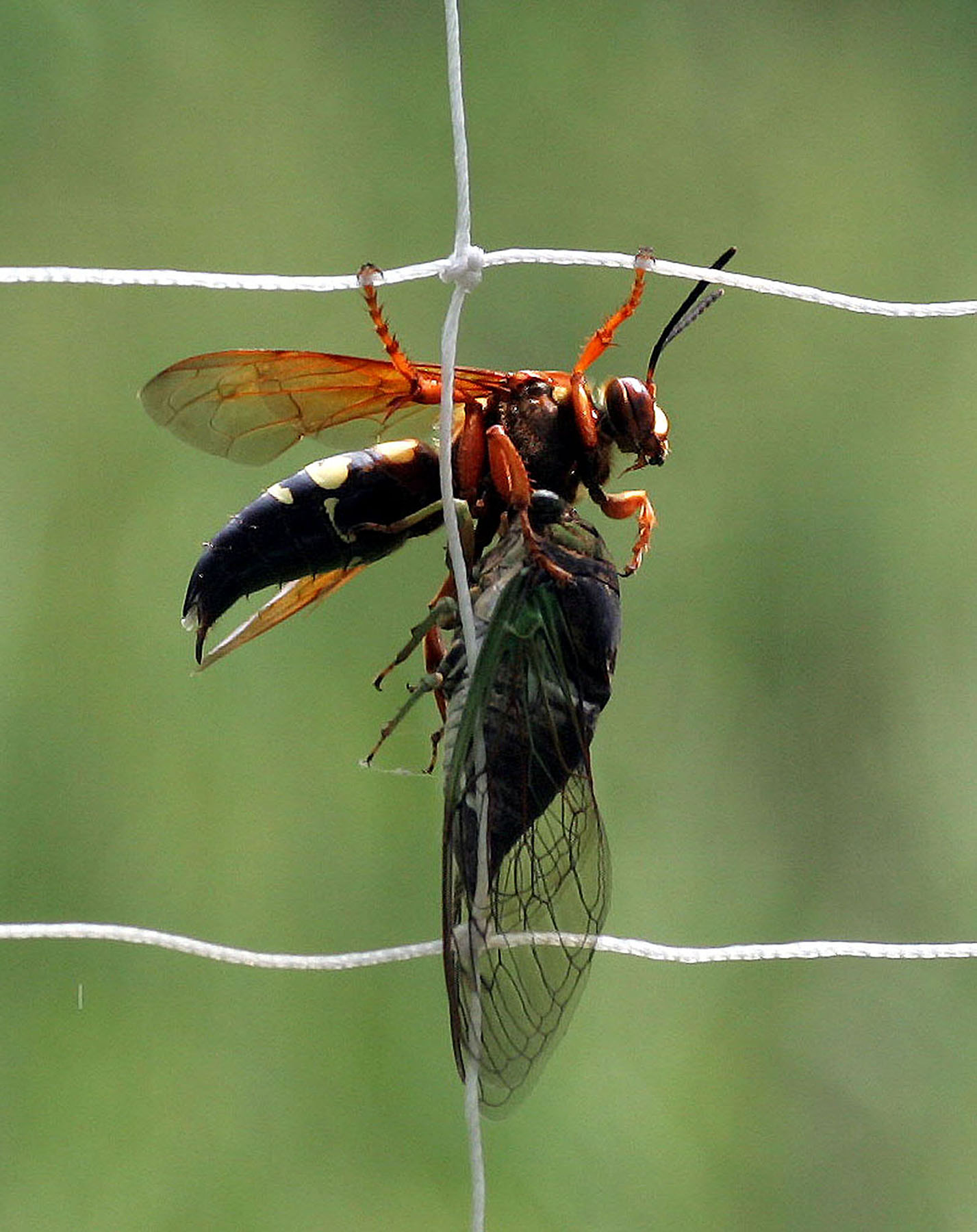
Eastern Cicada Killer Wasp mit einer betäubten Zikade im John Heinz National Wildlife Refuge.

Einzeln lebende Wespen (wie die Eastern Cicada Killer) unterscheiden sich stark im Verhalten von den sozialen Wespen wie Hornissen, Echte Wespen und Feldwespen. Die Cicada Killer benutzen ihre Stachel fast ausnahmslos um ihre Beute zu betäuben und verteidigen kaum ihr Nest. Sie stechen auch nicht, solange sie nicht fest angefasst werden. Die erwachsenen Tiere ernähren sich von Nektar und anderen Pflanzensäften.
Die Tiere erscheinen im Sommer, gewöhnlich ab dem späten Juni und Anfang Juli und sterben im September oder Oktober ab, dementsprechend treten sie in einer Zeitspanne von 60 bis 75 Tagen auf. Die großen Weibchen fliegen gewöhnlich im Suchflug über Rasenflächen, wo sie nach geeigneten Plätzen zum Graben der Baue suchen, oder gehen auf Jagd nach Zikaden in Bäumen und Büschen.
Die Männchen halten sich oft in Gruppen auf und kämpfen heftig um die Brutgebiete, aus denen sie selbst geschlüpft sind. Gewöhnlich beobachten sie alles, was in ihrer Nähe sich bewegt oder fliegt. Oft sieht man mehrere Männchen, die sich Luftschlachten liefern und durch die Luft wirbeln, bis eine der Wespen aufgibt. Das aggressive Verhalten der Männchen ist vergleichbar mit dem Verhalten der männlichen Carpenter Bees. Bei beiden Arten stellen die Männchen keine Bedrohung für Passanten dar, wie erschreckend und bedrohlich ihr Verhalten auch aussehen mag. Männliche Wespen kämpfen nur mit Artgenossen und können überhaupt nicht stechen.

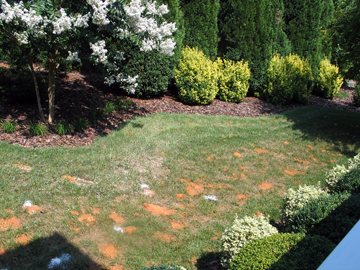
Cicada-Killer-Befall: Die rotbraunen Flecken sind Wespenbaue.

Die erd-bewohnende Wespe kommt in gut entwässernden, sandigen Böden bis zu lose tonigen Böden vor, über offenen Flächen genauso wie über Grasflächen, Straßenbanketten oder sogar an Fußgängerwegen und Terrassen. Mehrere Weibchen teilen sich manchmal einen Bau, graben aber ihre eigenen Nestzellen. Ein typischer Bau ist 25 bis 50 cm tief und etwa 1,5 cm im Durchmesser. Zum Graben lockern die Weibchen zunächst den Boden mit den Kiefern und scharren mit den Hinterbeinen dann die Erde nach draußen. Die überschüssige Erde wird als Wall um den Bau angehäuft und ein Graben zum Baueingang freigeschaufelt. Die Tiere nisten auch in Pflanzkübeln, Blumentöpfen, in Blumenrabatten oder unter Büschen etc. Die Nester liegen jedoch gewöhnlich in der vollen Sonne, wo weniger Vegetation vorhanden ist.
Die Weibchen jagen dann Zikaden, die sie mit ihrem Gift betäuben. Danach greift die Wespe die Zikade mit dem Bauch nach oben und fliegt mit ihr zum Bau; dabei erbeuten die Wespen oft Zikaden, die das zweifache ihres Körpergewichts erreichen. Nachdem eine oder mehrere Zikaden im Nest abgelegt wurden legt das Weibchen ein Ei an eine der Zikaden und verschließt die Zelle mit Erde. Die Eier für Männchen werden an eine einzelne Zikade gelegt, während die Eier für Weibchen immer mehrere Zikaden bekommen. Neue Nest-Zellen werden mehrfach vom Haupttunnel abgehend gegraben und ein Bau kann mehr als 10 Zellen umfassen. Die Larve schlüpft innerhalb von ein bis zwei Tagen und ernährt sich von den Zikaden. Innerhalb von etwa 2 Wochen vollenden sie ihre Entwicklung und überwintern als Puppe in einem erd-umhüllten Kokon. Das Schlüpfen findet in den Zellen statt und nimmt 25 bis 30 Tage in Anspruch. Es gibt jährlich nur eine Generation und keine erwachsenen Tiere, die überwintern.
Die Wespe wird oft von parasitischen Ameisenwespen befallen (Dasymutilla occidentalis), die auch als „Cow-Killer-Wespen“ bekannt sind. Sie legen ihre Eier in die Zellen der Cicada-Killer und sobald die Cicada Killer-Larven sich verpuppen, verzehrt die Parasitenlarve die Puppe.

## Kontakt mit Menschen

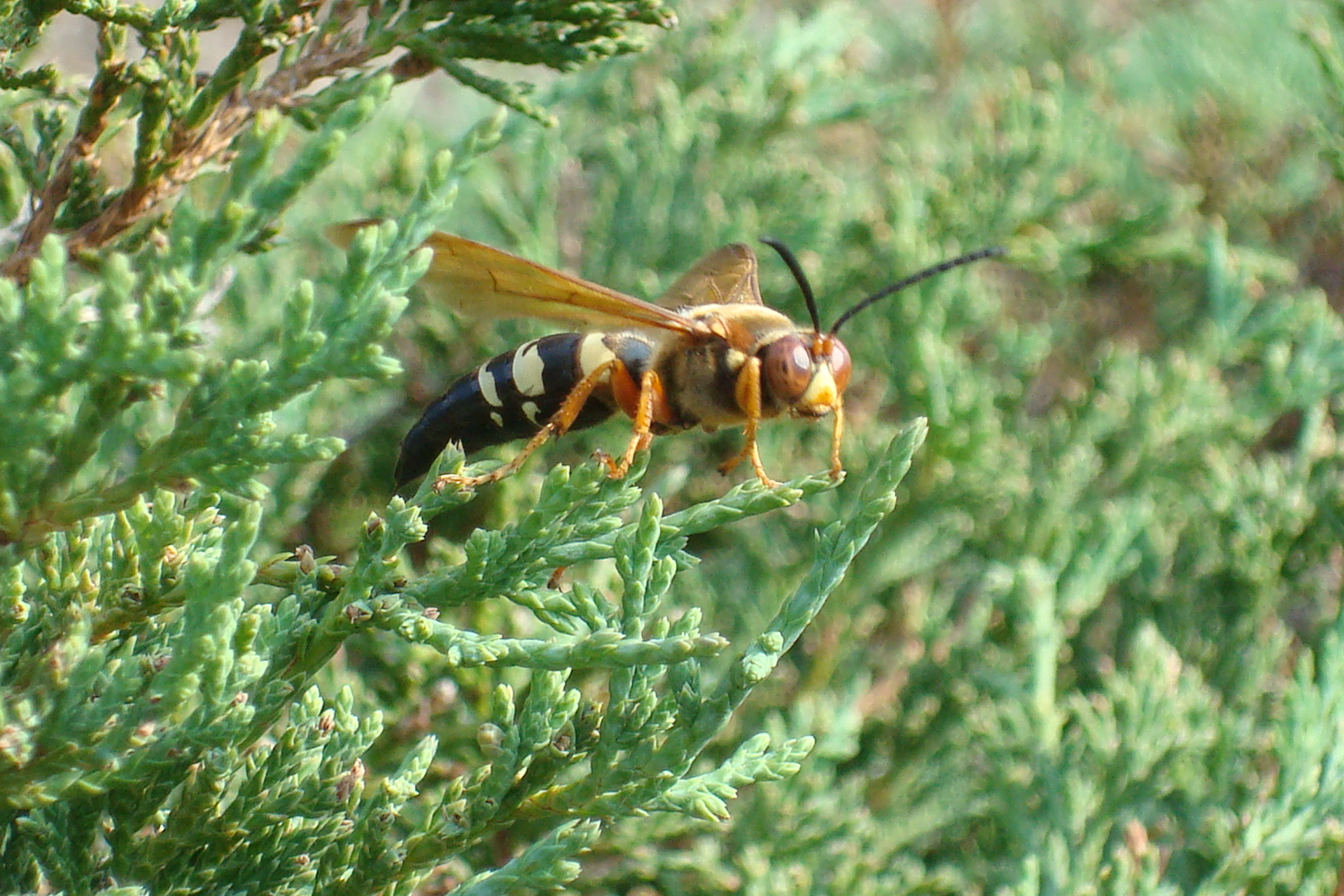
Ein Männchen der Eastern Cicada Killer auf einem Ansitz.

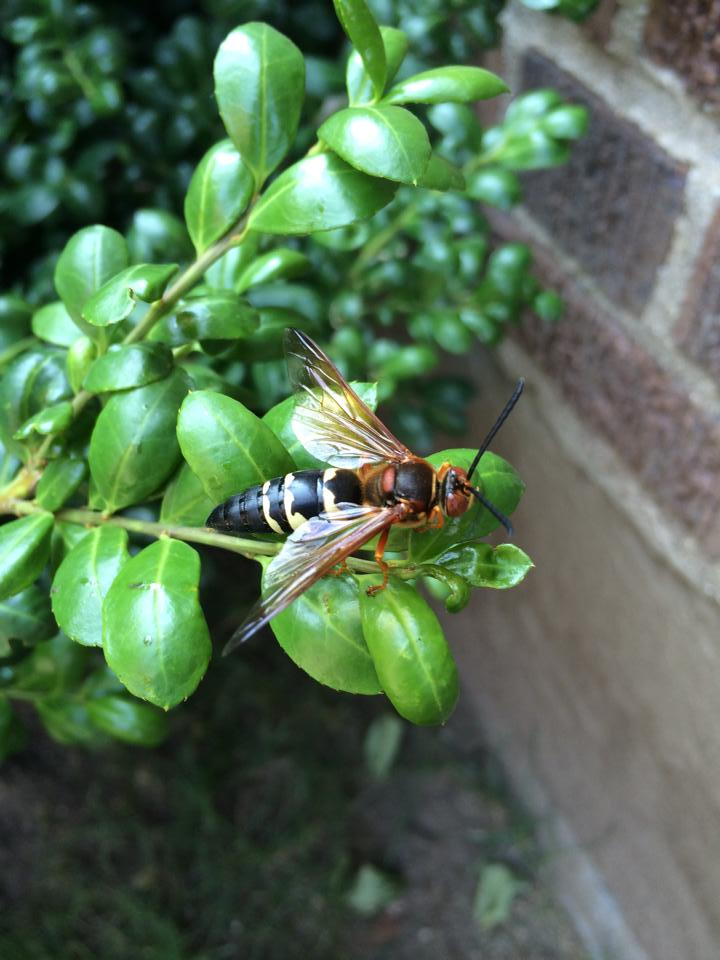
Cicada Killer in einem Vorgarten

Obwohl Cicada Killers groß sind, sind die Weibchen normalerweise nicht aggressiv und stechen nur selten, solange sie nicht angefasst oder getreten werden oder sich in Kleidung verfangen. Stiche werden als harmlos („not much more than a pinprick“) beschrieben. Männchen verteidigen aggressiv ihre Ansitze gegen Rivalen, haben aber keinen Stachel. Obwohl sie scheinbar fast alles angreifen, das sich in ihrem Territorium bewegt, sind die Männchen nur auf der Suche nach Weibchen. Diese Suche wird oft von Menschen als Attacke verstanden, aber weder Männchen noch Weibchen landen auf Menschen, um zu stechen. Nur wenn sie grob angefasst werden, können Weibchen stechen. Männchen können nur mit einem scharfen Dorn ihres Abdomen kratzen. Beide Geschlechter können gut zubeißen, menschliche Haut jedoch kaum durchdringen. Generell werden sie das Weite suchen, sobald sie gestört werden.

## Ähnliche Arten
Die Gattung Sphecius ist weltweit verbreitet. 21 Arten sind bekannt und in Nordamerika gibt es drei weitere Arten:
- Sphecius convallis („Pacific cicada killer“), Westen der USA und Mexiko
- Sphecius grandis („Western cicada killer“), mittlere und westliche USA und Mexiko
- Sphecius hogardii („Caribbean cicada killer“), Florida und Karibik

DNA-Barcoding-Daten verschiedener Specius-Arten ergaben einen gemeinsamen Haplotyp für Specius speciosus und einige Individuen von Sphecius convallis. Dies könnte, den Autoren der Studie zufolge, entweder auf fehlende Artunterschiede oder auf eine kürzlich zurückliegende Hybridisierung mit Introgression hindeuten, möglicherweise aber auch einfach ein Resultat der kurz zurückliegenden Arttrennung mit noch unvollkommener genetischer Aufspaltung (lineage sorting) der Arten sein.
Der Bebrillte Zikadentöter (spectacled cicada killer, Sphecius spectabilis (Taschenberg, 1875)) kommt in Argentinien, Bolivien, Brasilien, Chile, Kolumbien, Französisch-Guayana, Paraguay, Surinam und Venezuela vor.
Es gibt noch weitere Gattungen von zikadenjagenden Grabwespen der Crabronidae wie zum Beispiel Liogorytes (Südamerika) und Exeirus (Australien).